# Druschba (Ternopil)
Druschba (ukrainisch und russisch Дружба) ist eine Siedlung städtischen Typs im Rajon Ternopil der Oblast Ternopil im Westen der Ukraine.
Der Ort liegt etwa 25 Kilometer südlich der Oblasthauptstadt Ternopil und 7 Kilometer nordwestlich der ehemaligen Rajonshauptstadt Terebowlja.
Der Ort entstand im Zuge des Baus der Lokalbahn Tarnopol–Kopyczyńce, 1896 wurde hier ein Bahnhof erbaut, die Bahnhofssiedlung trug den Namen Zielona Karczma und lag im damaligen österreichischen Kronland Galizien.
Nach dem Ende des Ersten Weltkrieges kam das Gebiet zu Polen (in die Woiwodschaft Tarnopol, Powiat Trembowla), wurde im Zweiten Weltkrieg 1939 bis 1941 von der Sowjetunion und dann bis 1944 von Deutschland besetzt und hier in den Distrikt Galizien eingegliedert. 
Nach dem Ende des Krieges wurde der Ort der Sowjetunion zugeschlagen, dort kam das zum Dorf erhobene Gebiet zur Ukrainischen SSR und ist seit 1991 ein Teil der heutigen Ukraine. 1963 wurde der nunmehr Seljonaja/Selena genannte Ort in Druschba umbenannt, am 24. Dezember 1986 bekam er schließlich den Status einer Siedlung städtischen Typs verliehen.
Am 12. Juni 2020 wurde die Siedlung ein Teil der Siedlungsgemeinde Mykulynzi im Rajon Terebowlja; bis dahin bildete sie die Siedlungsratsgemeinde Druschba (Дружбівська селищна рада/Druschbiwska selyschtschna rada) im Norden des Rajons Terebowlja.
Am 17. Juli 2020 wurde der Ort Teil des Rajons Ternopil.